# Miami Lakes
Miami Lakes – miasto w Stanach Zjednoczonych, w stanie Floryda, w hrabstwie Miami-Dade.